# Michał Patkaniowski
Michał Patkaniowski (ur. 17 czerwca 1907 w Krakowie, zm. 10 listopada 1972 w Krakowie) – polski historyk prawa, profesor Uniwersytetu Jagiellońskiego, w latach 1950–1951 dziekan Wydziału Prawa Uniwersytetu Jagiellońskiego.

## Życiorys
Maturę uzyskał w III gimnazjum im. Króla Jana III Sobieskiego w Krakowie. W latach 1926–1930 odbył studia na Wydziale Prawa Uniwersytetu Jagiellońskiego. Zwieńczył je tytułem magistra praw. W 1931 na podstawie rozprawy pt. Rada miejska Krakowa w wiekach średnich na macierzystym wydziale otrzymał stopień naukowy doktora praw. W latach 1926–1930 prowadził badania we Włoszech. W 1939 uzyskał w Uniwersytecie Jagiellońskim stanowisko docenta historii prawa Europy Zachodniej na podstawie monografii pt. Wina i kara. Elementy rzymskie i germańskie w prawie karnym statutów miast włoskich.
Po II wojnie światowej został w Uniwersytecie Jagiellońskim profesorem nadzwyczajnym historii sądowego prawa polskiego i innych krajów europejskich. W 1950 objął stanowisko kierownika Katedry Powszechnej Historii Państwa i Prawa. W latach 1951–1952 był dziekanem Wydziału Prawa UJ, natomiast w latach 1970–1972 dyrektorem Instytutu Historyczno-Prawnego tego wydziału.
Od 1934 do 1938 był asesorem, w latach 1938-45 - sędzią, w Sądzie Grodzkim w Krakowie. W 1945 roku został mianowany sędzią Sądu Okręgowego w Krakowie, w 1950 roku przekształconego w Sąd Wojewódzki w Krakowie, gdzie orzekał do 1957 roku.
Opublikował także pracę pt. Dzieje Wydziału Prawa Uniwersytetu Jagiellońskiego od reformy kołłątajowskiej do końca XIX wieku (1964).
Wśród jego uczniów był Lesław Pauli.
Został pochowany na cmentarzu Rakowickim w Krakowie.